# Sphoeroides dorsalis
Sphoeroides dorsalis е вид лъчеперка от семейство Tetraodontidae. Видът не е застрашен от изчезване.

## Разпространение и местообитание
Разпространен е в Американски Вирджински острови, Ангуила, Антигуа и Барбуда, Барбадос, Бахамски острови, Белиз, Британски Вирджински острови, Венецуела, Гваделупа, Гватемала, Гвиана, Гренада, Доминика, Доминиканска република, Кайманови острови, Колумбия, Коста Рика, Куба, Мартиника, Мексико, Монсерат, Никарагуа, Пуерто Рико, САЩ, Свети Мартин, Сейнт Винсент и Гренадини, Сейнт Китс и Невис, Сейнт Лусия, Синт Мартен, Суринам, Тринидад и Тобаго, Френска Гвиана, Хаити, Хондурас и Ямайка.
Среща се на дълбочина от 12 до 100 m, при температура на водата от 20,8 до 26,9 °C и соленост 36 – 37,2 ‰.

## Описание
На дължина достигат до 20 cm.